# Monte Leone
Monte Leone är ett berg i Schweiz.   Det ligger i distriktet Brig och kantonen Valais, i den södra delen av landet, 90 km sydost om huvudstaden Bern. Toppen på Monte Leone är 3 553 meter över havet.
Terrängen runt Monte Leone är huvudsakligen mycket bergig. Närmaste större samhälle är Brig, 12,3 km nordväst om Monte Leone. 
I omgivningarna runt Monte Leone växer i huvudsak blandskog. Runt Monte Leone är det mycket glesbefolkat, med 3 invånare per kvadratkilometer.